# Settsu (Schiff, 2020)
Die Settsu (せっつ) ist ein 2020 in Dienst gestelltes Fährschiff der japanischen Reederei Hankyu Ferry. Sie steht auf der Strecke von Kōbe nach Kitakyūshū im Einsatz.

## Geschichte
Die Settsu wurde am 27. November 2018 unter der Baunummer 1214 in der Werft von Mitsubishi Heavy Industries in Shimonoseki auf Kiel gelegt und lief am 2. August 2019 vom Stapel. Nach ihrer Ablieferung an Hankyu Ferry am 27. Februar 2020 nahm sie am 10. März den Fährdienst von Kōbe nach Kitakyūshū (über den Hafen Shinmoji) auf. Ihr Schwesterschiff Yamato folgte im Juni 2020. Der Name Settsu ist eine Anlehnung an die Ferry Settsu, die von 1995 bis 2015 für Hankyu Ferry im Einsatz stand.
Die insgesamt bis zu 663 Passagiere an Bord der Settsu reisen in verschiedenen Kabinenkategorien, die von Mehrbettzimmern über Privatkabinen bis hin zu verschieden großen Suiten reichen. Die Kabinen des Schiffes sind im japanischen und im westlichen Stil eingerichtet. Zudem verfügt das Schiff über barrierefreie Kabinen. Zur Ausstattung an Bord gehört neben einem großen Restaurant ein Badehaus (Sentō), ein Freibecken an Deck, mehrere Lounges mit Meerblick, ein Bordshop, ein Karaoke-Raum, ein Zimmer mit Spieleautomaten, Raucherzimmer auf jedem Deck sowie ein Bereich mit Getränke- und Snackautomaten. Haustiere können in einem eigenen Haustierzimmer untergebracht werden.
Die Settsu benötigt bei einer Dienstgeschwindigkeit von 23,5 Knoten für die fast 500 Kilometer lange Strecke von Kōbe nach Kitakyūshū/Shinmoji knapp 13 Stunden.